# Rail Polska
Společnost Rail Polska Sp. z o.o. (VKM: RAILP) se sídlem ve Varšavě je polským dopravcem, který se zabývá provozováním nákladní železniční dopravy. Firma patří americké společnosti Rail World, která se prostřednictvím svých dceřiných společnosti zabývá provozováním drážní dopravy po celém světě.

## Historie
Společnost Rail Polska byla založena v roce 1999 americkou společností Rail World Inc. se sídlem v Chicagu. Původním cílem firmy byla účast v privatizaci PKP Cargo. V roce 2003 pak Rail Polska zakoupila společnosti ZEC TRANS sp. z o. o. v Wrocławi (firma vznikla vyčleněním vlečkové dopravy elektroteplárenské společnosti Zespół Elektrociepłowni Wrocław) a PPUH Kolex sp. z o. o. ve Włosienici (firma vznikla vyčleněním vlečkové dopravy chemických závodů Firma Chemiczna Dwory S.A., Oświęcim).
Tyto dvě společnosti získaly jako jedny z prvních licenci na provozování drážní dopravy v Polsku a zahájily vlakovou dopravu především pro potřeby podniků, ze kterých se oddělily, tj. elektrotepláren ve Wrocławi a chemických závodů v Osvětimi.
25. října 2004 ke sloučení firem ZEC TRANS a PPUH Kolex s mateřskou společností Rail Polska a dále již vystupují pouze pod názvem Rail Polska.

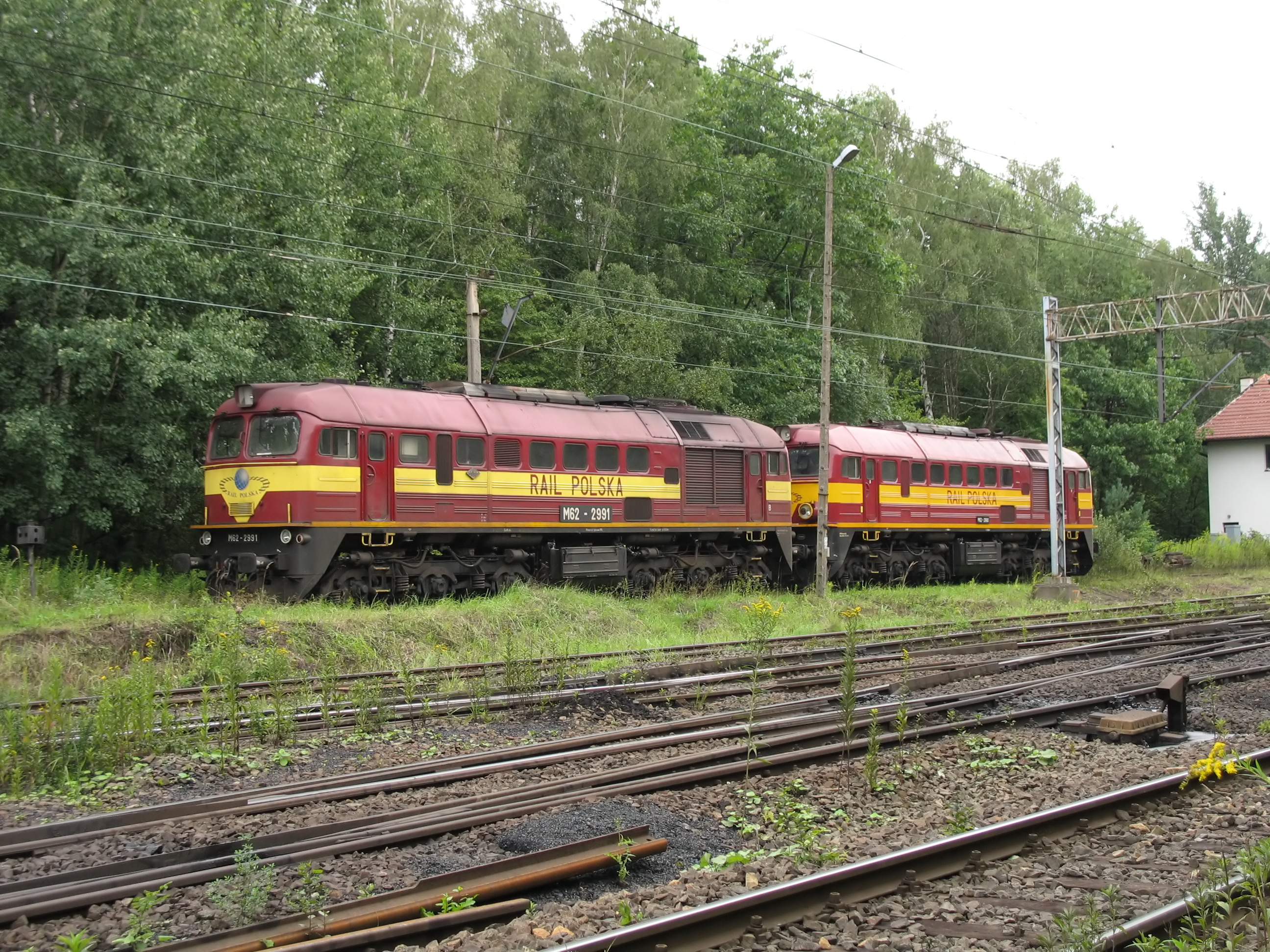
Lokomotivy řady M62 společnosti Rail Polska ve stanici Zabrze

## Lokomotivy

### Motorové lokomotivy
Základem lokomotivního parku společnosti jsou výkonné stroje řady M62 sovětského původu, které jsou samostatně nebo ve dvojčlenu nasazovány na dopravu vlaků. Tyto stroje byly kupovány především z Německa, ale často se jedná o lokomotivy pocházející od Českých drah (česká řada 781). Část lokomotiv je původně širokorozchodných pocházejících od estonského dopravce Eesti Raudtee. Společnost také zahájila program remotorizací těchto lokomotiv s použitím starších amerických motorů EMD 645E3B o výkonu 2238 kW (pocházejí z lokomotiv F40PH nebo SD40), upravené lokomotivy jsou označeny jako řada M62M.
Dále společnost vlastní lokomotivy řad SM48, SM42, SM30 a 401Da určené především pro posun.

### Elektrické lokomotivy
Park vozidel pro vozbu vlaků pak firma rozšířila o lokomotivy elektrické trakce řady 140. V roce 2013 společnost zakoupil šest lokomotiv odpovídajících polské řadě ET22 s označením 201Eo-001 až 006, které pocházejí od marockých železnic ONCF. V roce 2017 pak Rail Polska zahájila přestavby motorových lokomotiv M62 na elektrické 207E.